# Arrondissement di Épinal
L'arrondissement di Épinal  è una suddivisione amministrativa francese, situata nel dipartimento dei Vosgi e nella regione del Grand Est.

## Composizione
L'arrondissement di Épinal raggruppa 251 comuni in 15 cantoni:
- cantone di Bains-les-Bains che comprende 12 comuni:
  - Bains-les-Bains, Fontenoy-le-Château, Grandrupt-de-Bains, Gruey-lès-Surance, Harsault, Hautmougey, La Haye, Le Magny, Montmotier, Trémonzey, Vioménil e Les Voivres.
- cantone di Bruyères che comprende 30 comuni:
  - Aydoilles, Beauménil, Bruyères, Champ-le-Duc, Charmois-devant-Bruyères, Cheniménil, Destord, Deycimont, Docelles, Dompierre, Fays, Fiménil, Fontenay, Girecourt-sur-Durbion, Grandvillers, Gugnécourt, Laval-sur-Vologne, Laveline-devant-Bruyères, Laveline-du-Houx, Lépanges-sur-Vologne, Méménil, La Neuveville-devant-Lépanges, Nonzeville, Padoux, Pierrepont-sur-l'Arentèle, Prey, Le Roulier, Sainte-Hélène, Viménil e Xamontarupt.
- cantone di Charmes che comprende 26 comuni:
  - Avillers, Avrainville, Battexey, Bettoncourt, Bouxurulles, Brantigny, Chamagne, Charmes, Essegney, Évaux-et-Ménil, Florémont, Gircourt-lès-Viéville, Hergugney, Langley, Marainville-sur-Madon, Pont-sur-Madon, Portieux, Rapey, Rugney, Savigny, Socourt, Ubexy, Varmonzey, Vincey, Vomécourt-sur-Madon e Xaronval.
- cantone di Châtel-sur-Moselle che comprende 23 comuni:
  - Badménil-aux-Bois, Bayecourt, Châtel-sur-Moselle, Chavelot, Damas-aux-Bois, Domèvre-sur-Durbion, Frizon, Gigney, Girmont, Hadigny-les-Verrières, Haillainville, Igney, Mazeley, Moriville, Nomexy, Oncourt, Pallegney, Rehaincourt, Sercœur, Thaon-les-Vosges, Vaxoncourt, Villoncourt e Zincourt.
- cantone di Darney che comprende 21 comuni:
  - Attigny, Belmont-lès-Darney, Belrupt, Bonvillet, Darney, Dombasle-devant-Darney, Dommartin-lès-Vallois, Escles, Esley, Frénois, Hennezel, Jésonville, Lerrain, Pierrefitte, Pont-lès-Bonfays, Provenchères-lès-Darney, Relanges, Saint-Baslemont, Sans-Vallois, Senonges e Les Vallois.
- cantone di Dompaire che comprende 30 comuni:
  - Les Ableuvenettes, Ahéville, Bainville-aux-Saules, Bazegney, Begnécourt, Bettegney-Saint-Brice, Bocquegney, Bouxières-aux-Bois, Bouzemont, Circourt, Damas-et-Bettegney, Derbamont, Dompaire, Gelvécourt-et-Adompt, Gorhey, Gugney-aux-Aulx, Hagécourt, Harol, Hennecourt, Jorxey, Légéville-et-Bonfays, Madegney, Madonne-et-Lamerey, Maroncourt, Racécourt, Regney, Saint-Vallier, Vaubexy, Velotte-et-Tatignécourt e Ville-sur-Illon.
- cantone di Épinal-Est che comprende 11 comuni:
  - Arches, Archettes, La Baffe, Deyvillers, Dignonville, Dinozé, Dogneville, Épinal (frazione del comune), Jeuxey, Longchamp e Vaudéville.
- cantone di Épinal-Ovest che comprende 13 comuni:
  - Chantraine, Chaumousey, Darnieulles, Domèvre-sur-Avière, Dommartin-aux-Bois, Épinal (frazione del comune), Fomerey, Les Forges, Girancourt, Golbey, Renauvoid, Sanchey e Uxegney.
- cantone di Monthureux-sur-Saône che comprende 11 comuni:
  - Ameuvelle, Bleurville, Claudon, Fignévelle, Gignéville, Godoncourt, Martinvelle, Monthureux-sur-Saône, Nonville, Regnévelle e Viviers-le-Gras.
- cantone di Plombières-les-Bains che comprende 4 comuni:
  - Bellefontaine, Girmont-Val-d'Ajol, Plombières-les-Bains e Le Val-d'Ajol.
- cantone di Rambervillers che comprende 29 comuni:
  - Anglemont, Autrey, Bazien, Brû, Bult, Clézentaine, Deinvillers, Domptail, Doncières, Fauconcourt, Hardancourt, Housseras, Jeanménil, Ménarmont, Ménil-sur-Belvitte, Moyemont, Nossoncourt, Ortoncourt, Rambervillers, Romont, Roville-aux-Chênes, Saint-Benoît-la-Chipotte, Sainte-Barbe, Saint-Genest, Saint-Gorgon, Saint-Maurice-sur-Mortagne, Saint-Pierremont, Vomécourt e Xaffévillers.
- cantone di Remiremont che comprende 16 comuni:
  - Cleurie, Dommartin-lès-Remiremont, Éloyes, Faucompierre, La Forge, Jarménil, Pouxeux, Raon-aux-Bois, Remiremont, Saint-Amé, Saint-Étienne-lès-Remiremont, Saint-Nabord, Le Syndicat, Tendon, Le Tholy e Vecoux.
- cantone di Saulxures-sur-Moselotte che comprende 10 comuni:
  - Basse-sur-le-Rupt, La Bresse, Cornimont, Gerbamont, Rochesson, Sapois, Saulxures-sur-Moselotte, Thiéfosse, Vagney e Ventron.
- cantone di Le Thillot che comprende 8 comuni:
  - Bussang, Ferdrupt, Fresse-sur-Moselle, Le Ménil, Ramonchamp, Rupt-sur-Moselle, Saint-Maurice-sur-Moselle e Le Thillot.
- cantone di Xertigny che comprende 8 comuni:
  - La Chapelle-aux-Bois, Charmois-l'Orgueilleux, Le Clerjus, Dounoux, Hadol, Uriménil, Uzemain e Xertigny.